# Catharina Bäcker
Catharina Bäcker (um 1880 in München – nach 1902) war eine deutsche Opernsängerin (Sopran).

## Leben
Bäcker wurde in München von der Gesangsmeisterin Emilie Kaulla (1833–1912) für die Bühnenlaufbahn vorbereitet. Ihr erstes Engagement fand sie gleich am Stadttheater in Riga, woselbst sie ab 1900 wirkt und als „Ännchen“ im Freischütz debütierte. Sie ist eine liebenswürdige Opernsoubrette mit frischer, schöner Stimme und vorteilhafter, äußerer Erscheinung. Auch wird ihr Spieltalent lobend hervorgehoben. Von den beliebten Rollen ihres Repertoires seien genannt „Cherubin“, „Zerline“, „Rose Friquet“, „Undine“ und „Urbain“. Ihr Lebensweg nach 1902 ist unbekannt.